# Sa'adat Abad
Sa'adat Abad est un quartier du nord-ouest de Téhéran, la capitale de l'Iran.